# Nyugat-Afrika

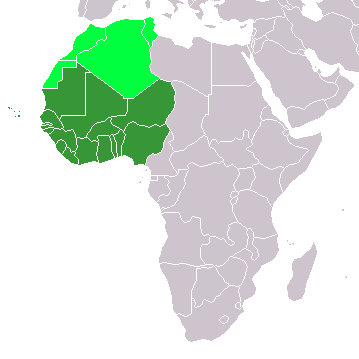

Nyugat-Afrika az afrikai kontinens legnyugatibb régiója. Az ENSZ földrajzi régiós felosztása alapján – amely megegyezik a köztudatban elterjedt lehatárolással – 15 ország és terület alkotja Nyugat-Afrikát:
- Benin
- Burkina Faso
- Elefántcsontpart
- Gambia
- Ghána
- Guinea
- Bissau-Guinea
- Libéria
- Mali
- Mauritánia
- Niger
- Nigéria
- Szenegál
- Sierra Leone
- Togo

A fentieken kívül általában a Zöld-foki Köztársaságot is ide sorolják. Az ENSZ szubrégió ezen kívül Szent Ilona szigetét, az Atlanti-óceánban található brit tengerentúli területet is magában foglalja.
A fenti országok – Mauritánia kivételével – tagjai a Nyugat-afrikai Államok Gazdasági Közösségének.

## Nyugat-Afrika fővárosai

Nyugat-Afrika fővárosai
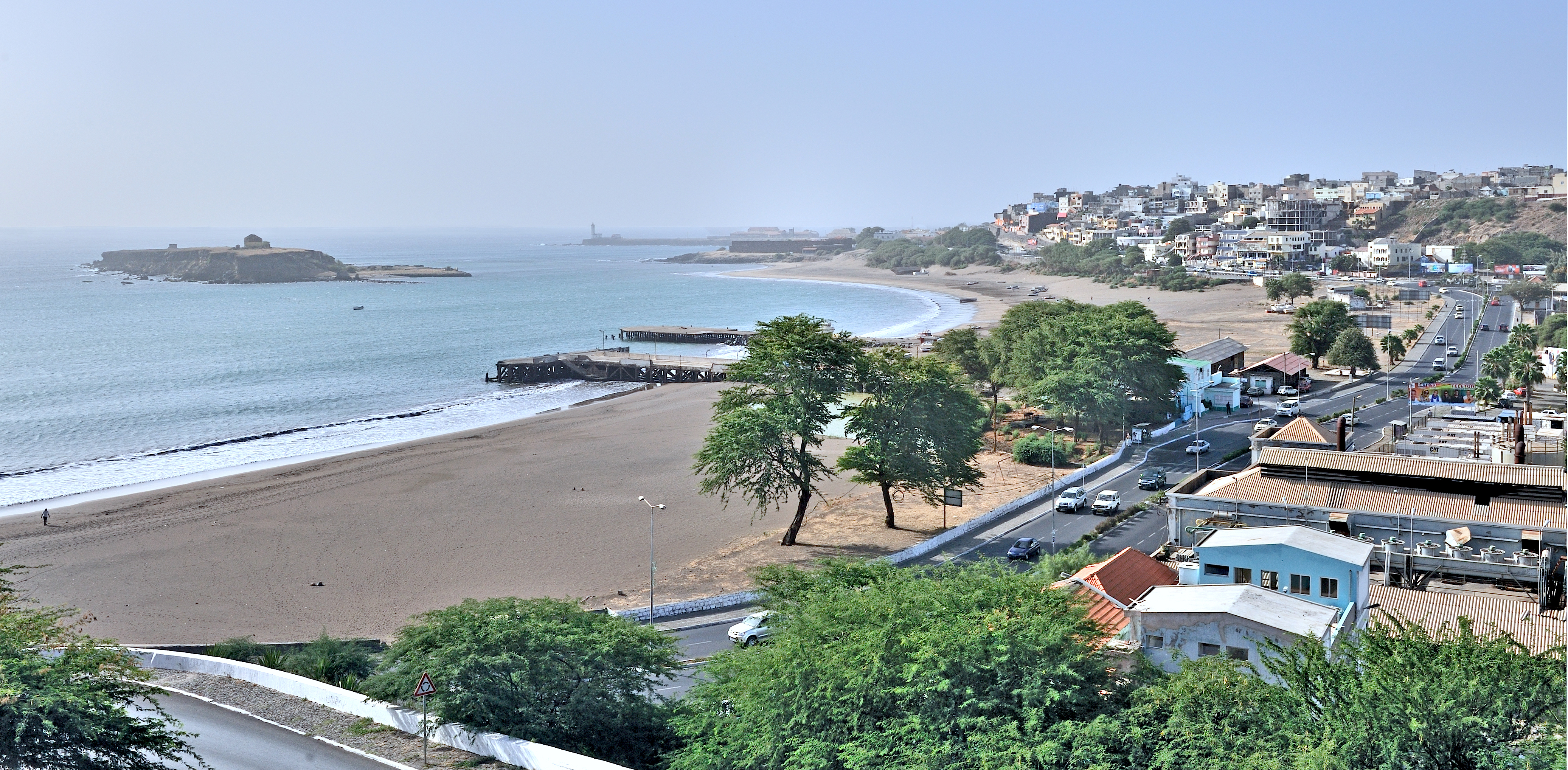
Praia, Zöld-foki Közt.
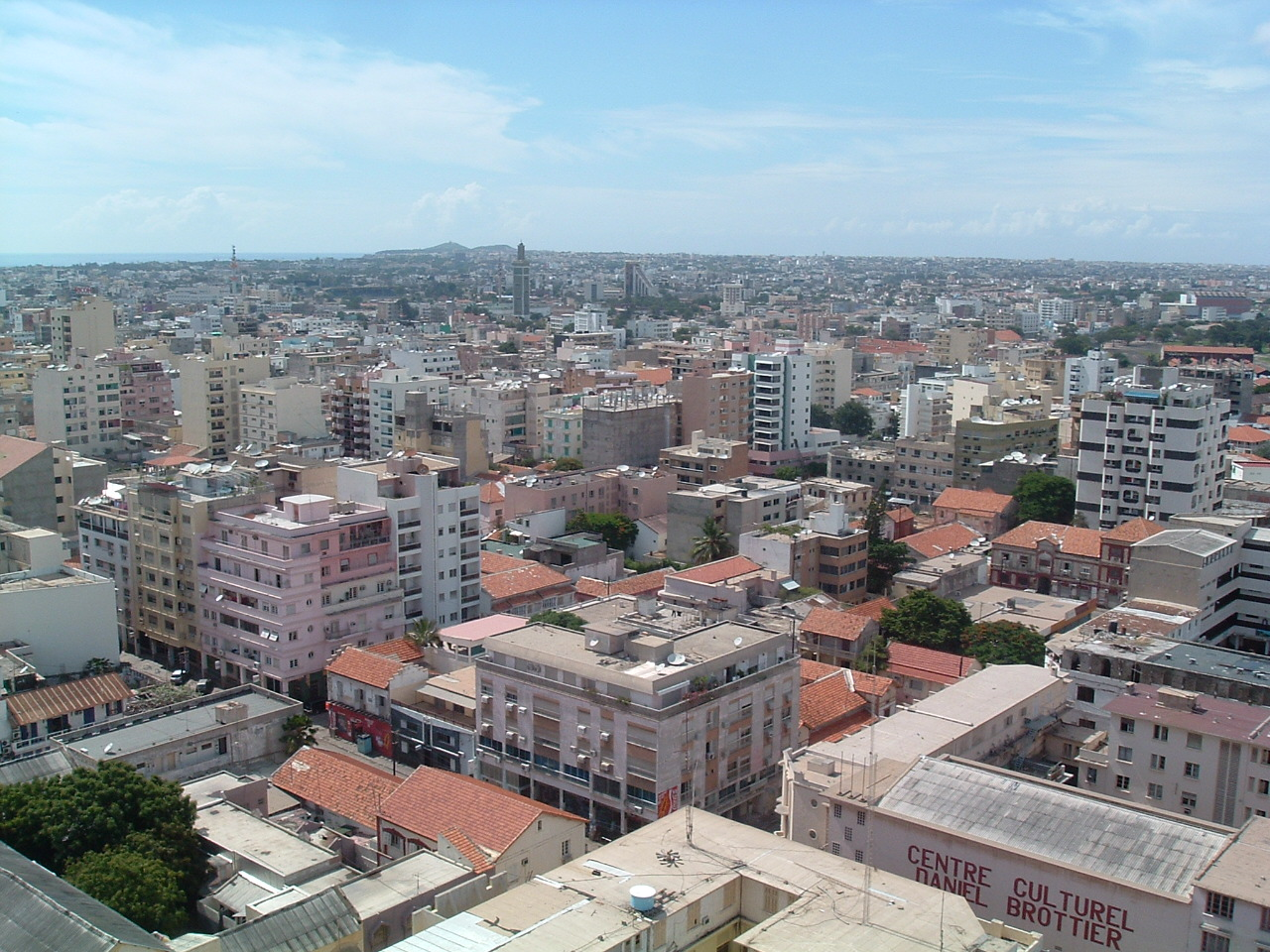
Dakar, Szenegál
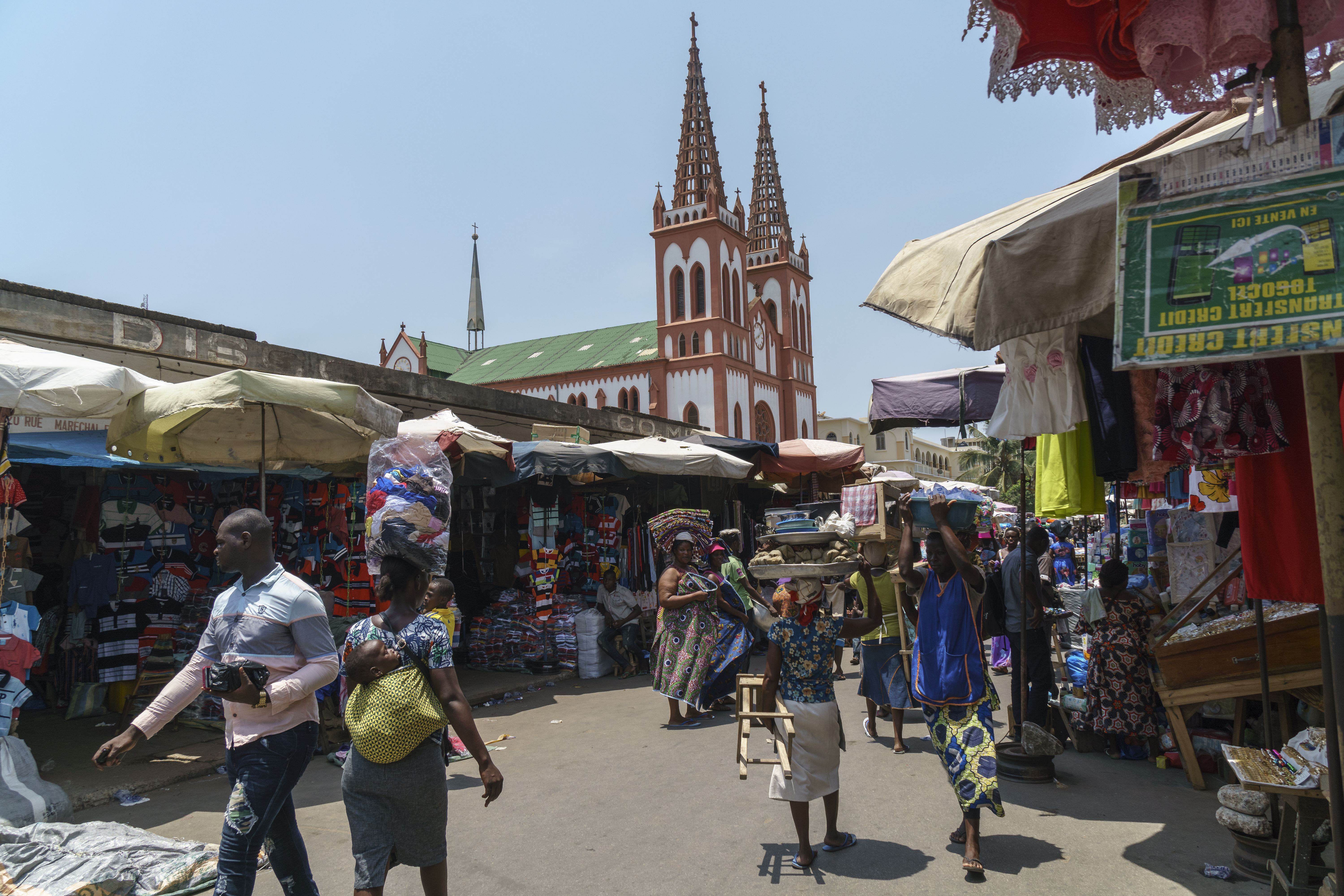
Lomé, Togo
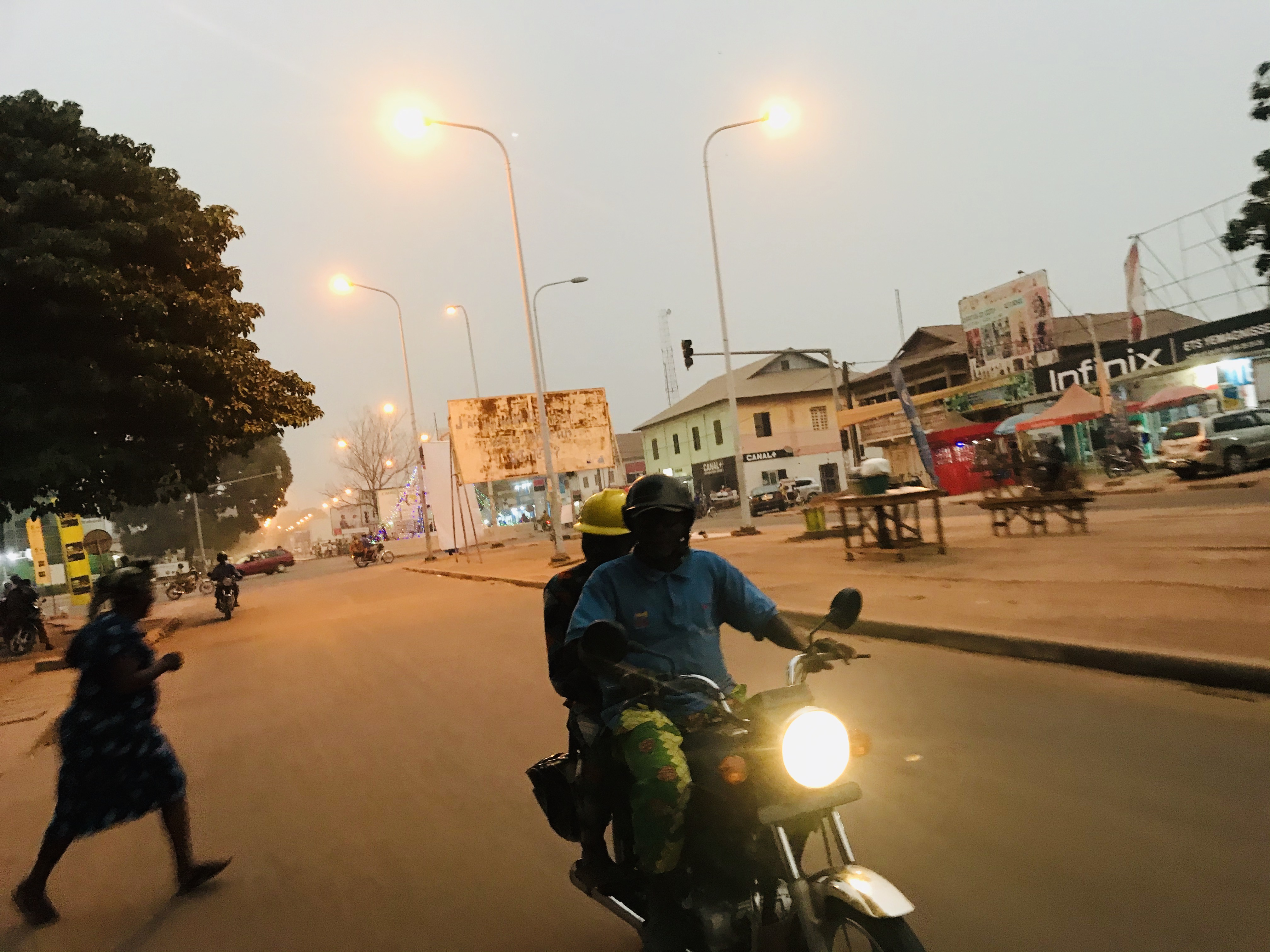
Porto-Novo, Benin
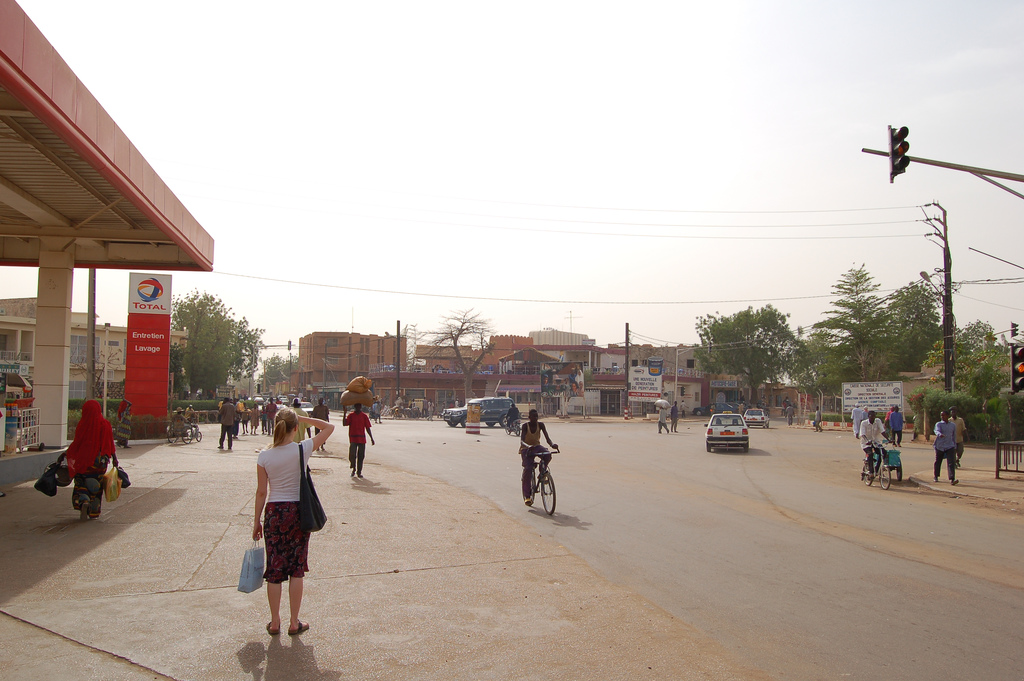
Niamey, Niger
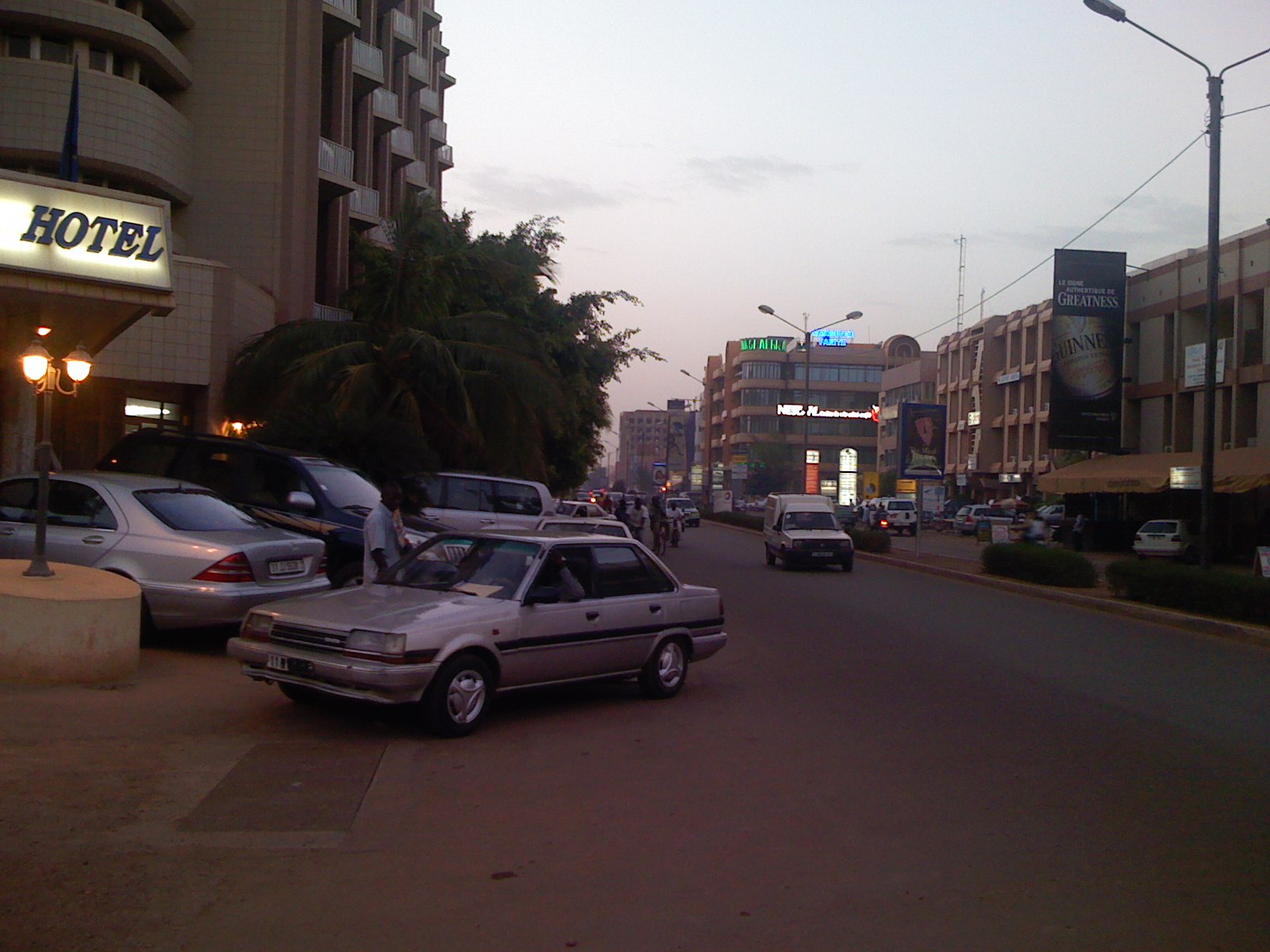
Ouagadougou, Burkina Faso
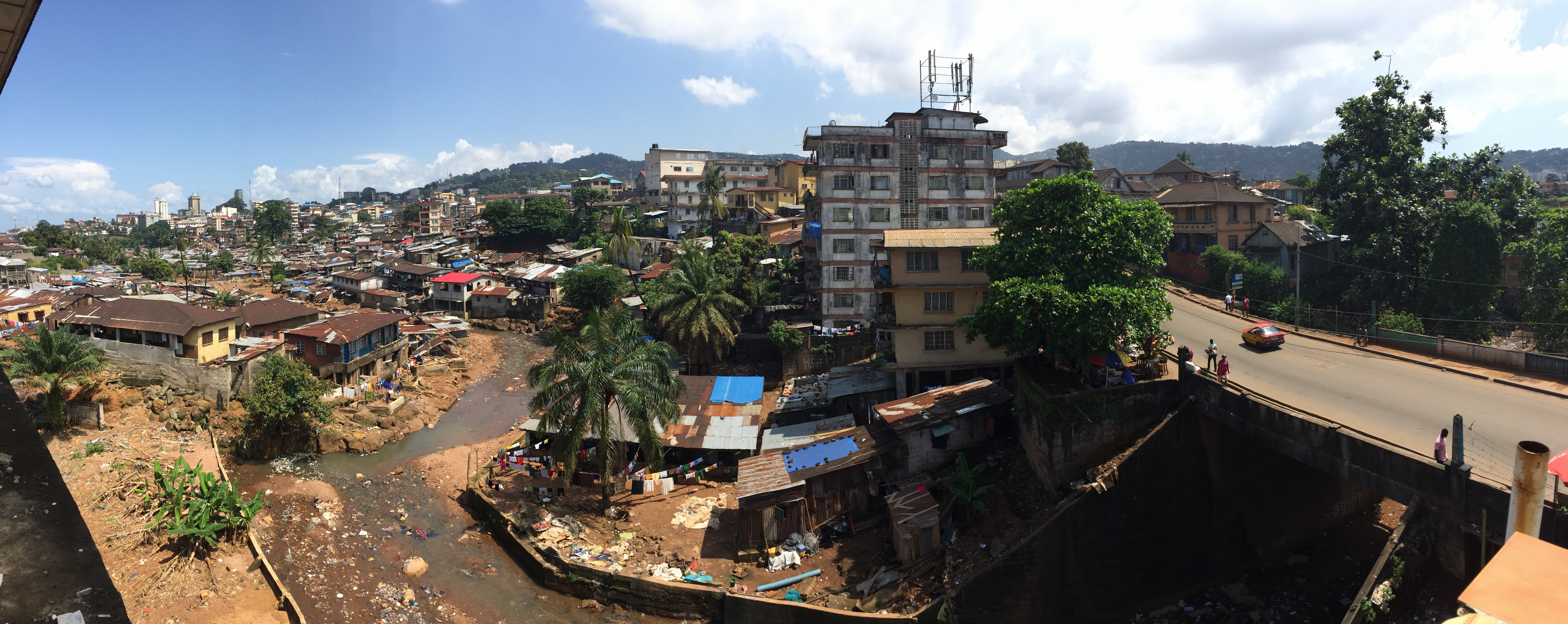
Freetown, Sierra Leone
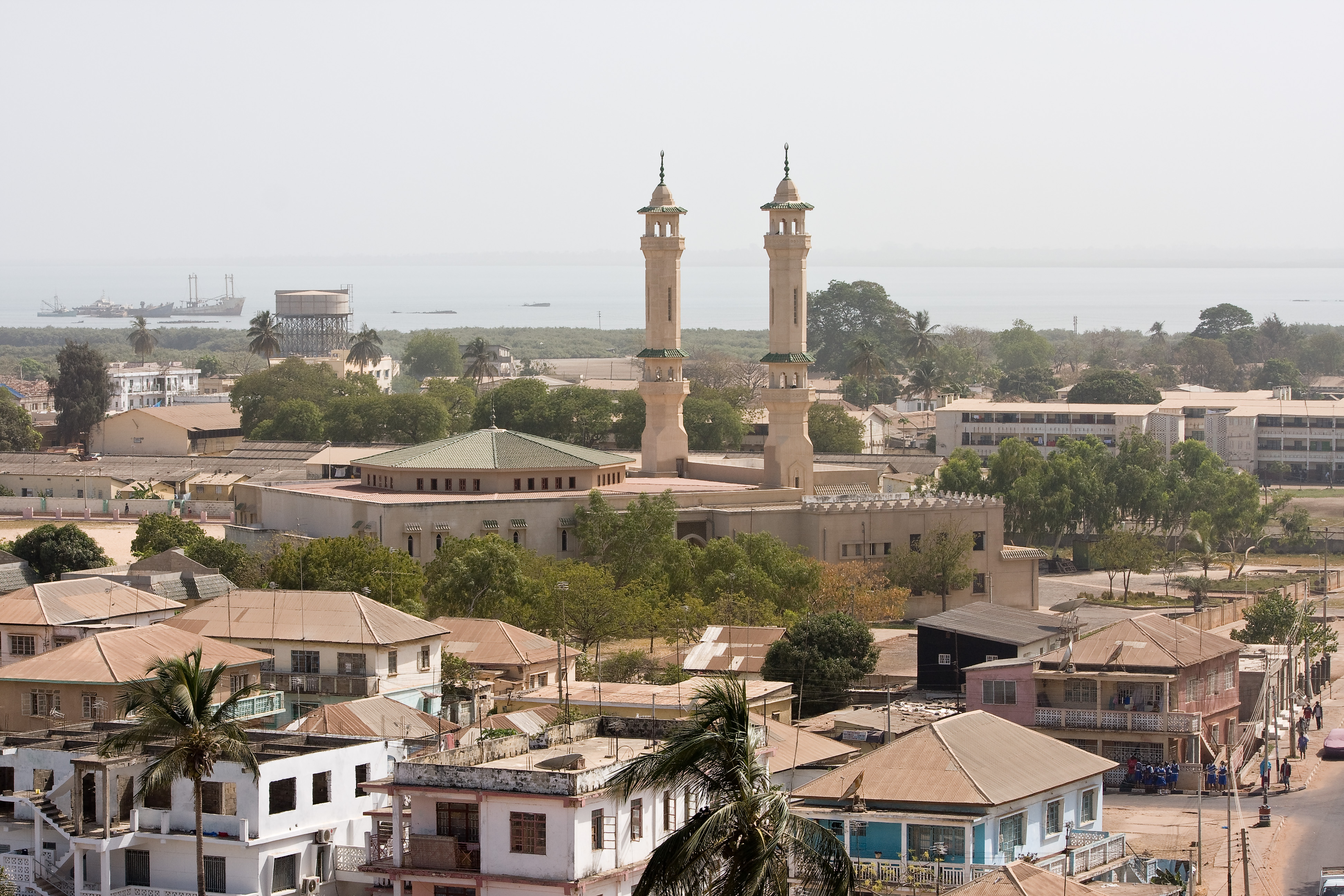
Banjul, Gambia
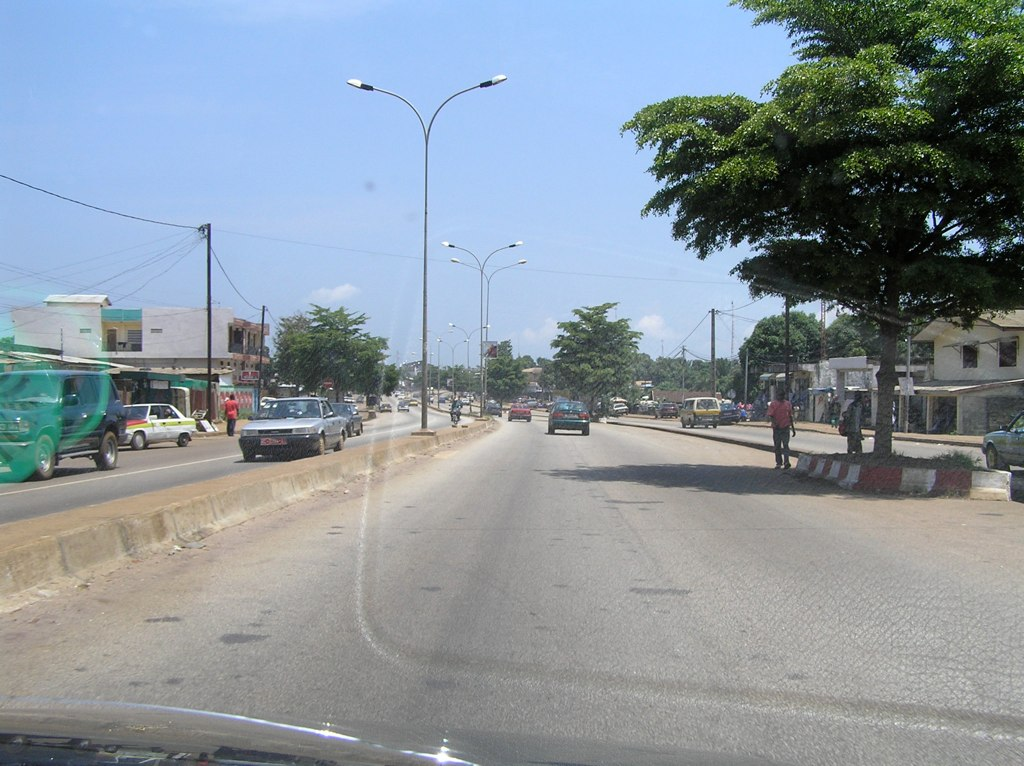
Conakry, Guinea
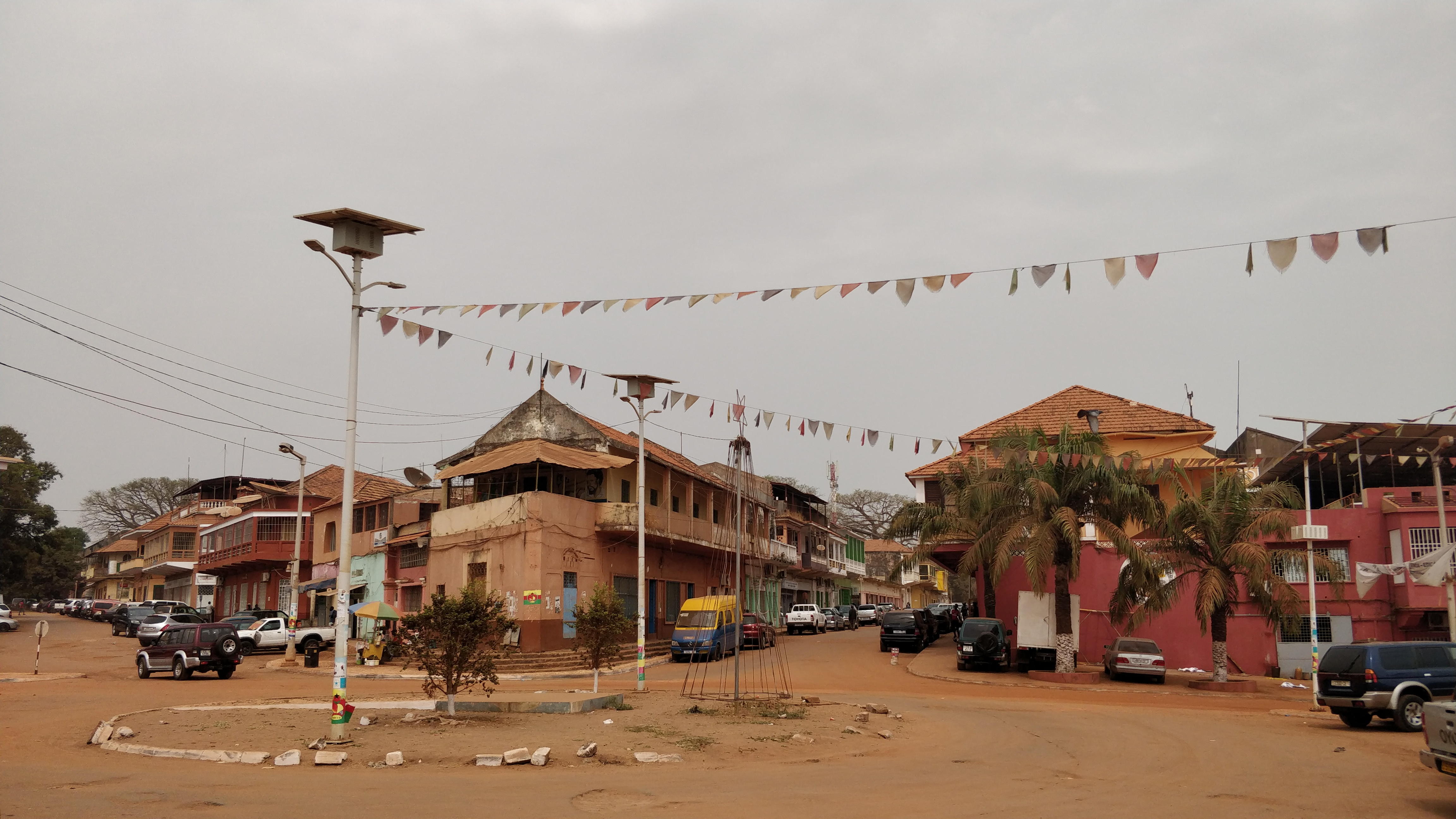
Bissau, Guinea-Bissau
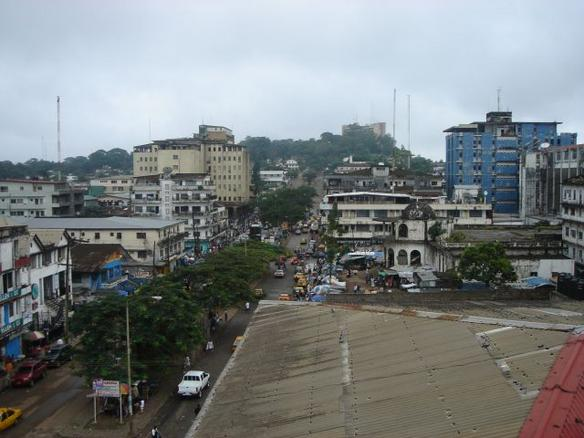
Monrovia, Libéria
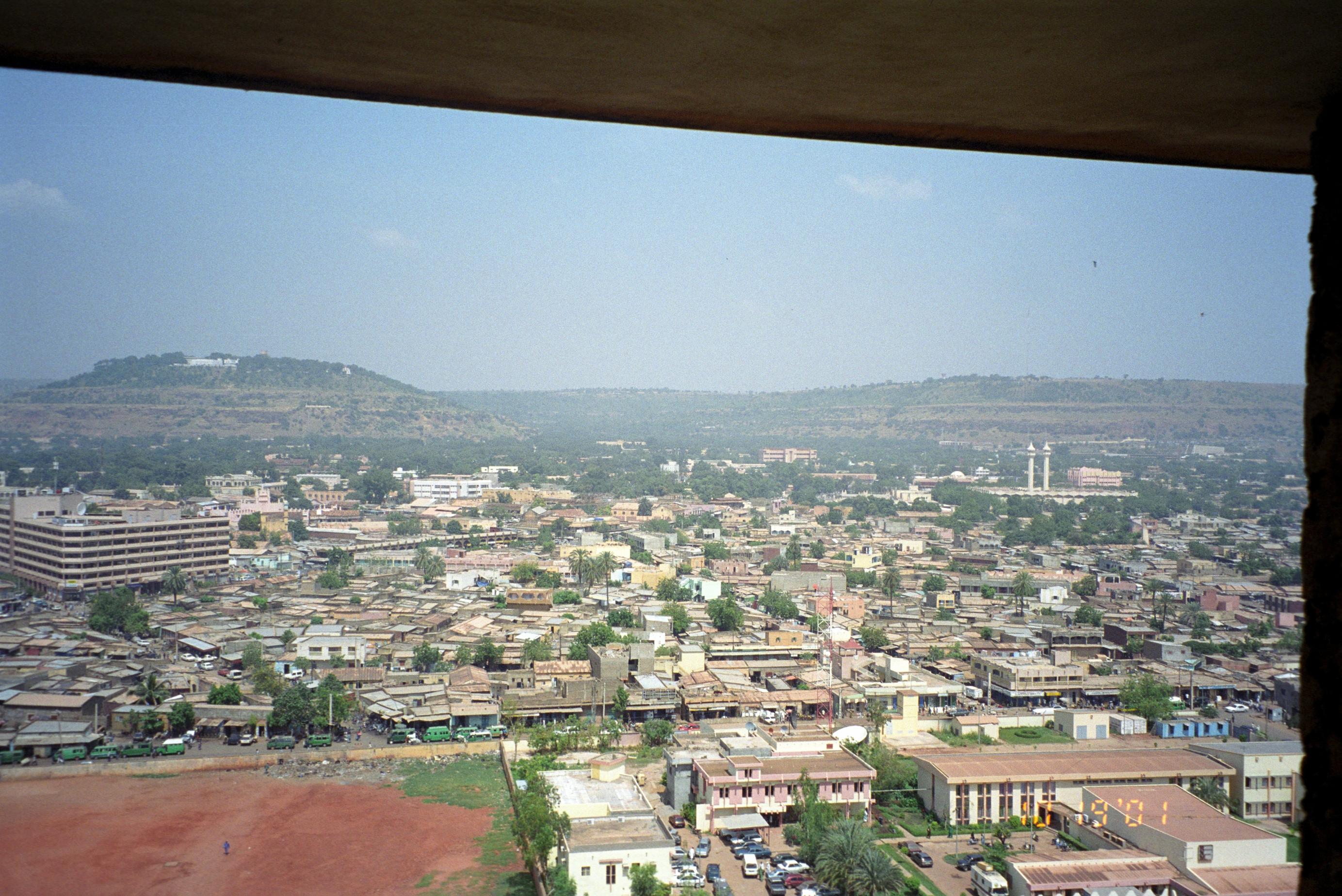
Bamako, Mali
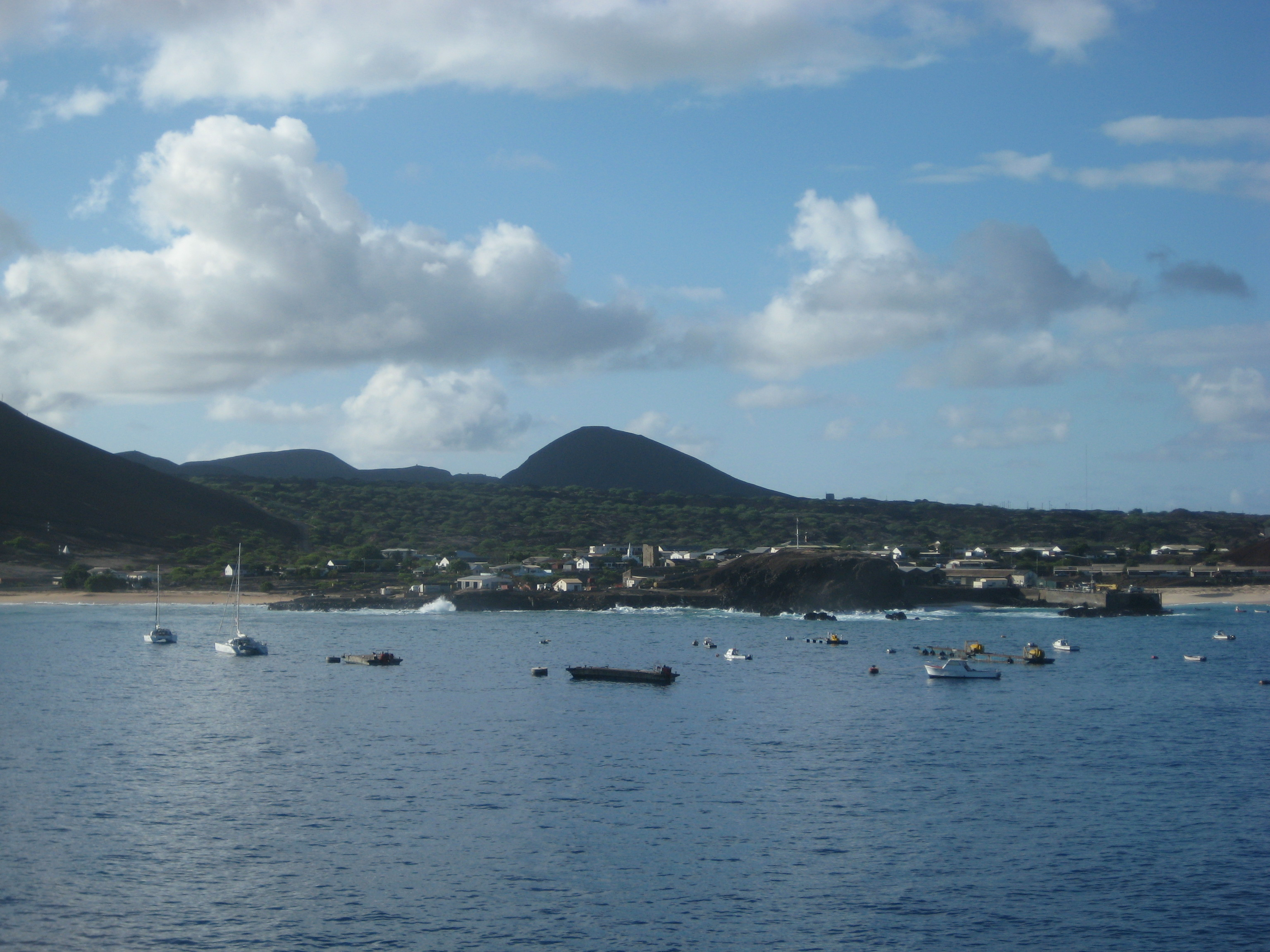
Georgetown, Ascension-sziget